# 維什尼亞基夫卡 (沃洛達爾西克-沃林西基區)
50°36′40″N 28°21′41″E / 50.61111°N 28.36139°E
維什尼亞基夫卡（烏克蘭語：Вишняківка），是烏克蘭北部的村莊，隸屬日托米爾州的日托米爾區。該村面積3.61平方公里，2001年人口112，人口密度每平方公里31.02人。